# Етихониди
Етихонидите (на немски: Etichonen) са херцогска франска фамилия от Елзас през Средновековието.
Сродени са с големите австразийски фамилии Пипиниди, Агилолфинги и Хугобертини.
Основател на фамилията е Етихо (* 645; † 682/700 г. в Горен Рейн) от Бургундия, третият известен херцог на Елзас и баща на Света Одилия (* 660; † 720), покровителка на Елзас. Крал Хилдерих II го назначава през 673 г. за херцог. По-късни династии, например Хабсбургите, назовават, че произлизат от херцог Етихо (Eticho, Attich, също наричан Adalrich).
Последният от Етихонидите е Лиутфрид († вер. 742) e тринадесетият и последен херцог на Елзас (723).
Линиите на Етихонидите с титла херцог на Елзас са:
- Етихониди, херцози на Елзас
- Лиутфриди, графове в Зундгау
- Еберхарди, графове в Нордгау и графове на Егисхайм, Дагсбург и Метц. Най-известен от тях е Бруно от Егисхайм, който през 1049 г. е Папа с името Лъв IX.

Праправнукът на Етихо Хуго фон Тур (граф в Тур на Графство Тур 828 г., херцог на Локате при Милано) има дъщеря Ирмингард фон Тур († 20 март 851 г.), която се омъжва през октомври 821 г. за император Лотар I. Тя е майка на Лудвиг II, Лотар II и Карл
Етихонидите изчезват през 13 век, след като двата сина на граф Алберт II умират през 1202 г. при турнир в Andain.